# Степан Фенцик
Степа́н Фе́нцик (13 жовтня 1892, с. Великі Лучки, Березький комітат, Австро-Угорська імперія — 30 березня 1946, Ужгород) — закарпатський культурний і політичний діяч москвофільського та проугорського напряму, священник, композитор та диригент. Колишній міністр Карпатської автономії у складі Чехословаччини та депутат угорського парламенту. Засновник профашистських, чорносотенних організацій Закарпаття.

## Життєпис
Народився у родині греко-католицького священника Андрія Фенцика та Юліани Легези, племінник Євгена Фенцика — священника, поета, прозаїка  і публіциста  Іренея Легези — священника, письменника громадського діяча.
Ази науки почав проходити в церковно-парафіяльній школі с. Велика Тороня (Словаччина), де закінчив  три класи, а четвертий клас у державній школі м. Шаторолйоугель, батьки віддали його 1902 року для продовження навчання в Шарошпотоцьку  реформатську гімназію, звідки після першого року навчання переводиться в Ужгородську гімназію, де закінчив ІІ-VI класи. Пізніше навчався в Берегівській гімназії і закінчив її 1910 року. Здобувши середню освіту, поступив до Ужгородської духовної семінарії, де керівництво  семінарії направило його здобувати теологічну освіту в Будапешті. З 1910 по 1914 роки  навчається на богословському факультеті Будапештського Королівського університету, влітку 1914 р. на літньому семестрі паризької  «Ecole des Hautes Etudes sociales» Сорбонського університету проходить курс французької мови і юриспруденції, згодом  з 1914-го по 1915-й роки  у Віденському Університеті продовжує богословські, а в 1915—1917 рр. філософські студії. Між тим 1915 р. з дозволом міністра здає екзамени за 8 класів Будапештської Державної Музичної Академії.
20 лютого 1916 р. газета «Görög  Katolikus Szemle» сповістила радісну новину: «Фенцик Стефан, син греко-католицького священника-пароха в с. Заричово, декана Турянського деканату Фенцик Андрія 11-го числа цього місяця у Віденському університеті (cum laude) з відзнакою здав останній екзамен, тобто 4-ий теологічний залік, і з цим 23-річний юнак став доктором всіх теологічних наук». 21 квітня 1918 р. у Будапештському Науковому Університеті він — доктор філософії. Обидва дипломи в 1922 р. були підтверджені Празьким Карловим університетом.
26 травня 1918 р. єпископ Мукачівської греко-католицької єпархії Антон Папп рукоположив його в священники як такого, що прийняв целібат (без одруження). Знав 5 мов, викладав у навчальних закладах Ужгорода. У 1923 році д-р Стефан Фенцик був одним із організаторів «Русского культурно-просветительного общества имени Александра Духновича», яке стало продовжувачем справи «Общества св. Василія Великого», одним з фундаторів і активних членів якого був його стрийко о. Євгеній Фенцик. Від самого заснування до 1944 року він був секретарем, організатором і проводирем цього товариства.
Головою товариства ім. О. Духновича було обрано архідиякона Євменія Сабова (1859—1934), серед обраних до головної ради товариства були: д-р Йосип Камінський, протоієрей Петро Гебей (з 1924 року єпископ), канонік Симеон Сабов, о. Еміліан Мустянович, шкільний інспектор Василь Анталовський, д-р Миколай Бескид, д-р Юлій Гаджега, директор Мукачівської гімназії Миколай Драгула, директор вчительської семінарії Йосиф Хромляк..
В 1931році, після смерті єпископа Петра Гебея, кандидатура о. Стефана Фенцика розглядалася серед трьох, а можливо і більше, претендентів, але Апостольська Столиця 3 травня 1932 року призначила єпископом Мукачівської єпархії каноніка Олександра Стойку (1932—1943).
Під час перебування в Америці єпископ Мукачівської єпархії Олександр Стойка в 1934 році суспендував (позбавив сану) о. Стефана Фенцика «по причині: 1. отказа канонического послушания; 2. підозріння в схизмі; 3. животу стану священническому недостойного». (Душпастир. — 1934. — с. 237).
Правда, у 1939 році його було поновлено в сані священника. Ось як повідомлялося про це в «Циркулярі Єпархії Мукачівської» від 2 травня: «Отець д-р Стефан Фенцик, єпархіальний священник своє дисциплінарне діло у Правительства Єпархії по предписам каноніческого права упорядковал, — был мною (єпископом) от сузпендіи и иррегулярности уволен».
В 1918 році в Ужгороді було організоване Ужгородське товариство любителів музики «Філармонія», яке об'єднало всіх любителів музичного мистецтва. Ініціатором та організатором товариства був Стефан Фенцик. При товаристві утворено хор «Гармонія» та симфонічний оркестр, диригентом та керівником, яких був о. Стефан.
Починаючи з 1920 року товариство значно збільшило своє членство та активізувало роботу, розширивши її на теренах цілого краю, вбачаючи основним завданням розвиток музичної та вокальної освіти, організації оркестрів та музичних вечорів. Так при «Філармонії» було відкрито першу музичну школу, в якій навчалося від 60 до 100 учнів. Одним з викладачів школи по класу скрипки був Фенцик. Ним було складено вправи для скрипки, які затвердило Міністерство шкіл і народної освіти в Празі для користування ними в школах.
В той же час Фенцик написав мелодію гімну Підкарпатської Русі на слова Олександра Духновича. Ноти гімну було надруковано в газеті «Карпаторуський вісник» від 2 липня 1922 року. За концертно- виконавською діяльністю Стефана Фенцика, як музиканта, також можна прослідкувати з відгуків у тогочасній пресі, яка його характеризувала, як дуже віртуозного скрипаля, прекрасного диригента хорів та оркестрів.
Крім звичної концертно-пропагандистської роботи С. Фенцик створив низку хорових обробок народних пісень, хорові твори на вірші О. Духновича («Сонце», «Російський марш», «Свобода», «Кантата на честь О. Духновича»), симфонічну поему «Русская фантазия».
В 1921 і 1922 роках в Празькому державному видавництві вийшли друком дві частини «Пісень підкарпатських русинів», складені С. Фенциком, що містять 70 одноголосних взірців.
У 1935 році заснував Руську національно-автономну партію («Русская национально-автономная партия» РНАП). Партія на чолі з С. Фенциком відстоювала думку про «русскость» населення Закарпаття, тобто його приналежність до російського народу, а також тези про «единый русский народ от Попрада до Камчатки». Одним з основних програмних напрямків партії було  добиватися автономного статусу Підкарпатської Русі у складі Чехословацької республіки, виборів до Сойму ПР та визначення кордонів краю із врахуванням приєднання до Підкарпатської Русі земель Спіш, Шариш, Земплін (сучасна Східна Словаччина), більшість населення в яких було українським. Партія видавала газети «Карпаторуський Голос»(1932—1934 рр.) та «Наш путь» (1935—1938 рр.).
19 травня 1935 року РНАП взяла участь у виборах до парламенту чехословацького парламенту, набравши на них 29 тисяч 926 голосів(всього в голосуванні взяло участь 323 тисячі 645 виборців), і це дало можливість Стефану Фенцику стати депутатом парламенту. А вже 26 травня того ж року відбулися вибори до земського та окружного представництв. В результаті РНАП отримала 28 тисяч 158 голосів.
Фенцик отримував щедре фінансування на свою діяльність від польської розвідки, бо його проросійська діяльність послаблювала і український рух, який поляки вважали ворожим, і проугорський рух А. Бродія. Однак 1938 р. поляки припинили фінансування Фенцика через його надмірно негативну репутацію, і настійливо рекомендували долучитися до проугорського руху.
11 жовтня 1938 року Стефан Фенцик був призначений  міністром без портфеля першого автономного уряду Підкарпатської Русі, уповноваженим для переговорів зі словацьким урядом у справі кордонів зі Словаччиною. Та вже 26 жовтня уряд був розпущений, а прем'єр-міністр Андрій Бродій арештований. В листопаді, після міжнародного арбітражу у Відні, С. Фенцик виїхав до Будапешту, де був призначений членом угорського парламенту.
У 1938 році створив в Ужгороді профашистську Русскую Національную Гвардію Чернорубашечниковъ. До лав організації входили колишні скаути Товариства ім. Духновича, які зокрема протистояли зі зброєю воякам Карпатської Січі. Після приєднання Закарпаття до Угорщини у 1939 році був призначений депутатом до верхньої палати угорського парламенту, де залишався до 1944 року. З часом втратив вплив, РНАП перейменована в Угрорусскую Національную Партію, з часом увійшла в одну з угорських політичних партій.
Після приходу радянських військ у Будапешт 1944 працював перекладачем у радянському штабі. У березні 1945 р. С.Фенцика в Будапешті було арештовано радянською воєнною контррозвідкою СМЕРШ, і етаповано в Ужгород. Нова влада, вивчивши попередню діяльність отця Фенцика і знаючи про надзвичайну амбітність і прагнення грати провідну роль у житті краю, хотіла використати його в своїх планах по переведенню Мукачівської греко-католицької єпархії з єдності з Римом у єдність з Москвою. І для цього їм був потрібен місцевий кандидат на православного єпископа. Та він, хоча і знав, що на нього очікує за це, категорично відмовився від пропозиції і з обуренням сказав: «Греко-католицький священник так низько впасти не може!». Всі подальші тортури і умовляння нічого не дали — Стефана Фенцика засудили до смертної кари. Вирок суду було виконано 30 березня 1946 року. Його тіло вивезли з тюрми під прикриттям ночі на цвинтар по вулиці Перемоги (Капушанській) в Ужгороді. Його тлінні останки спочивають там у могилі, зрівняній із землею без жодних ознак.
24 лютого 1992 року рішенням президії Закарпатського обласного суду, згідно зі ст. 1 Закону Української РСР «Про реабілітацію жертв політичних репресій на Україні» о. Стефана Фенцика було реабілітовано.

## Виноски
1. ↑  ідентифікатор PIM
2. 1 2  József B. Nemzetünket szolgálták — 2020. — С. 309. — 808 с. — ISBN 978-615-80348-0-7
3. 1 2 3 4 5  Чеська національна авторитетна база даних
4. ↑  https://library.hungaricana.hu/hu/view/OGYK_Almanach_1939-1944/?query=%22Fenczik%20Istv%C3%A1n%22&pg=168&layout=s
5. ↑  Бачинський, Іван (06.01.2017). Стефан Фенцик – істинний патріот нашого краю. bachynskyj.blogspot.com (Українська) .
6. ↑  Реабілітовані історією. Закарпатська обл (Українська) . Ужгород: Видавництво "Закарпаття". 2004. с. 84. ISBN 966-7703-73-8. {{cite book}}: Проігноровано невідомий параметр |Книга= (довідка)
7. ↑  https://varosh.com.ua/istoriya/shpygunskyj-front-karpat-stepan-fenczyk-mizh-varshavoyu-budapeshtom-i-berlinom/